# Мороз, Иван Григорьевич
Иван Григорьевич Мороз — российский политический деятель. Председатель Законодательного собрания Новосибирской области (2010—2015). Родился 8 октября 1950 года в селе Согорное Доволенского района Новосибирской области.

## Биография
В 1975 году окончил Куйбышевский сельскохозяйственный техникум, в 1985-м — Новосибирский институт народного хозяйства по специальности «планирование народного хозяйства».
Трудовую биографию начал электриком в совхозе «Согорнский». Два года отслужил в армии в объединенной группе войск в Германии. После армии вернулся в совхоз, где прошел путь от мастера-наладчика до председателя сельсовета. Работал начальником Доволенского автотранспортного предприятия, директором совхоза «Центральный» Доволенского района.

### Политическая деятельность
В 1989 году перешел на работу в Новосибирский облисполком, в 1992-м — в администрацию Новосибирской области на должность начальника финансово-хозяйственного управления, с 1994-го по 1996-й — замначальника главного управления ЦБ РФ по Новосибирской области. В 1997 году возглавил отделение Пенсионного фонда РФ по Новосибирской области, которым руководил 13 лет — до избрания на должность председателя Заксобрания.
Впервые избран депутатом Новосибирского областного Совета депутатов в 1997 году и далее избирался три созыва подряд по одномандатному округу. Депутатом пятого созыва избран 10 октября 2010 года, с 28 октября — председатель Законодательного собрания Новосибирской области. Депутатом шестого созыва избран 13 сентября 2015 года.
Член Комитета ЗС по государственной политике, законодательству и местному самоуправлению.
Награждён медалью ордена «За заслуги перед Отечеством» II и I степени, имеет звание «Почетный работник Пенсионного фонда РФ».
Президент Мотоциклетной федерации Новосибирской области.
Женат. Дочь, двое внуков.